# Bulgara Esperanto-Asocio
A Bulgara Esperanto-Asocio (BEA) (magyar: Bulgáriai Eszperantó Szövetség, bolgár:Български есперантски съюз) 1907-ben alakult Veliko Tarnovo városában Bolgár Eszperantó Liga néven. A bulgáriai eszperantisták kulturális-oktatási szervezete. Orgánuma az 1919 óta megjelenő Bulgara Esperantisto című folyóirat.

## Története
Bulgária 1934-ben az Eszperantó Enciklopédia szerint fiatal állam volt, a kulturális fejlődésben lemaradt néppel, nagyon korlátozott számú idegen nyelvet beszélő emberrel, és ezért jó talajt jelentett az eszperantó mozgalom számára. Már 1888-ban is voltak eszperantisták, akik orosz tankönyvekből tanulták a nyelvet. Ennek kedvezett az orosz és a bolgár nyelv közelsége, valamint az orosz irodalom népszerűsége. Az első bolgár eszperantó tankönyv 1889-ben jelent meg, Miloslav Bogdanov írta. 
1897 körül Aristo Popov erőteljes propagandába kezdett, aki tankönyvet adott ki, cikkeket írt újságokba és folyóiratokba, beszédeket mondott. 1904 körül Nikola Kovachev, Petr Popov, Georgi Aktarjiev vezetésével a fővárosban, Szófiában megalakult az Auroro helyi társaság. 1906-ban a szófiai eszperantisták megtartották az I. Bolgár Eszperantó Kongresszust a fővárosban. Az 1906-os szófiai kongresszus eredményeként megalakult a Bulgara Societo por propagando de Esperanto, amely 1907-ben kéthavonta megjelenő, jól szerkesztett Bulgara Eszperantisto című újságot kezdett megjelentetni. Miután az Bulgara Societo por propagando de Esperanto megszűnt, a tirnovói csoport új kongresszust hívott össze városukban, létrehozva a Bulgara Esperanto Ligo-t (BEL).

## Fordítás
- Ez a szócikk részben vagy egészben  a   Bulgara Esperanto-Asocio című eszperantó Wikipédia-szócikk ezen változatának fordításán alapul.  Az eredeti cikk szerkesztőit annak laptörténete sorolja fel. Ez a jelzés csupán a megfogalmazás eredetét és a szerzői jogokat jelzi, nem szolgál a cikkben szereplő információk forrásmegjelöléseként.